# 銀牙傳說WEED
《銀牙傳説WEED》（日语：ぎんがでんせつウィード），是高橋義廣於1999年開始在日本文藝社的週刊漫畫ゴラク連載的作品，為《銀牙傳說》續作，至2009年7月完載，單行本共60冊。2005年改編成電視動畫
。續作為銀牙傳説WEED-ORION，截止2019年銀牙全系列發行量逾2000萬冊。
2007年4/14中視週六5點首播

## 內容簡介
與前作相同，以人類的語言，替代狗們的對話，來詮釋他們充滿友情、衝突、成長的故事。
但本作主要是韋德打倒法玄，後成為首領。

## 登場人物
※以下標記為角色名稱 / 犬品種。角色名稱下為動畫版的配音員。

### 主角群

#### 奧羽軍
韋德(ウィード )/ 秋田犬與紀州犬的混種
聲 - (日)國立幸/(台)陶敏嫻
本作的主角。為傳說中打倒巨熊赤紅盔甲的銀，和櫻所生下的孩子之一。三人兄弟之中最小的，上面有幸村與誠。外觀是有著最適合狩獵熊的銀色虎毛的秋田犬。名字『韋德』是根據英語WEED(雜草)的意義，是GB幫他取的名字。
GB / 英國長毛獵犬
聲 - (日)川本成/(台)梁興昌
膽小但是善良的英國長毛獵犬。原本被一個家庭飼養，活得很自在。飼主是位銀行行員，後來經濟泡沫化，飼主破產被丟棄於山腳下。當GB在遇到飼主時，飼主正在自殺。之後飼主被送醫急救。GB 為了追隨飼主在追趕救護車途中，將要被卡車撞傷時，被史密斯獲救。
佐助（サスケ） / 柴犬
聲 - (日)植木誠/(台)官志宏
與GB曾同為尼洛的部下的柴犬。因為韋徳一行人的幫助，使他能如願回到主人的家庭。在此之後，在法玄的招募下加入法玄軍，後來解救法玄的人質銀後，加入奧羽軍。
梅爾(メル) / 黃金獵犬
聲 - (日)小林晃子/(台)陶敏嫻
與韋德同一世代的黃金獵犬。遭飼主與母親蕾妮強行分開。在布魯正使用詭計來引誘梅爾時，被韋德解救。法玄篇之後，很少出場。
福克(フック) / 拉布拉多犬的混種
声 - (日)田中完/(台)梁興昌
拉布拉多犬的混種。法玄篇之後，很少出場。
劍（ケン） / 大丹犬與薩路基獵犬的混種
聲 - (日)小川輝晃/(台)李景唐
是舊奥羽軍的戰士班恩，以及克蘿絲所生下的孩子，外表與班恩非常相似。大丹犬與薩路基獵犬的混種。
影虎（カゲトラ） / 甲斐犬
聲 - 竹本英史/(台)陳幼文
舊奧羽軍的戰士黑虎的兒子。三兄弟中年紀最大的長男，弟弟是信虎與晴虎。略稱「影（カゲ）」。主要領導奥羽山脈所在地，宮城縣附近。
傑洛姆（ジェロム） / 德國牧羊犬
聲 - (日)高塚正也/(台)梁興昌
原本是受過人類訓練的警備犬，德國牧羊犬。
火箭(ロケット) / 蘇俄牧羊犬
聲 - (日)前田剛/(台)李景唐
原本是法玄軍的部下。
希洛(ヒロ) / 大白熊犬
聲 - (日)乃村健次/(台)梁興昌
幼少期 - (日)金田晶代/(台)陶敏嫻
廣島出生，有著攻擊敵方睪丸的必殺技，亦稱「蛋蛋的希洛」。
麗華（レイカ） / 秋田犬的混種
聲 - (日)中川里江/(台)錢欣郁
奥羽軍籍中少數的女犬。
白銀 狂四郎（シロガネ キョウシロウ） / 紀州犬
聲 - (日)増田裕生/(台)官志宏
比韋德多活了十歲的幼犬。與赤目同為紀州犬，但身上滿是傷痕。
小輝(テル)
聲 - (日)伊藤實華/(台)陶敏嫻
常被父親虐待的子犬。被狂四郎擄獲後、而跟隨他。
信虎（ノブトラ）、晴虎（ハルトラ） / 甲斐犬
影虎的弟弟，依年紀大小為信虎與晴虎(由大至小)。當劍與影虎出訪甲府之際，他們也加入了奧羽軍陣營。北海道篇隊時以先發隊伍（銀の隊）出陣。名字源自戰國武將甲斐武田氏。
昭治（ショウジ）、武流（ブル）、時雨（シグレ）、土怒（ドド）
聲 - (日)乃村健次（昭治）、內藤玲（武流）、竹本英史（時雨）、下崎紘史（土怒）
(台)陳幼文（昭治）、官志宏（武流）、梁興昌（時雨）、李景唐（土怒）
已故中虎（黒虎的哥哥）的孩子們，合稱「甲斐四兄弟」。依年紀由大至小，分別是昭治、武流、時雨、土怒，外表完全相異。
以藏（イゾウ）、周作（シュウサク）、晉作（シンサク）、慎太郎（シンタロウ）、小五郎（コゴロウ）、吉之助（キチノスケ）
聲 - (日)赤城進（以藏）、河本邦弘（周作）、武藤正史（晉作）、下崎紘史（慎太郎）
(台)官志宏（以藏、小五郎）、梁興昌（晉作、慎太郎）、李景唐（周作、吉之助）
陸奥四天王之一，如月的六兄弟。犬種是阿拉斯加雪橇犬。在接受時雨的邀請後，也加入奧羽軍。奥羽軍到齊後，赤目也加入戰鬥，並消滅傷害人民的玄婆軍。
哲心（テッシン） / 甲賀忍犬的混種
聲 - (日)竹内幸輔/(台)陳幼文
甲賀忍犬軍團的首領黑邪鬼的兒子。現在是哲心帶領忍犬軍團。黑邪鬼死後、樂園的繼承者急救奧羽軍的養育。
甲賀忍犬（コウガニンケン）
哲心的部下，7之歸為奧羽隊。外表都非常相似，不太能分辨。
敏光（トシミツ）
甲賀忍犬的一犬。
月影（ツキカゲ）
甲賀忍犬的一犬。
左武（サム）
甲賀忍犬的一犬。
甲兵衛（シンベエ）
甲賀忍犬的一犬。
鬥兵衛（トウベエ） / 土佐鬥犬
聲 - (日)松本大/(台)梁興昌
通稱「魔鬼鬥兵衛」，第12代大型鬥犬橫綱。原為法玄的幹部犬。自己被奧羽軍的話所感動，為了守護奧羽軍而阻擋敵軍，打倒26隻螳螂軍戰士後，被螳螂擊倒。後以站著的姿態壯烈犧牲，臨死前留下一句:「我不會在他們面前倒下，就算沒有軀體，正義之心也會活著。」
布爾肯(ブルゲ)，
聲 - (日)遊佐浩二/(台)梁興昌
通稱「夜叉森的布爾肯」。法玄軍的前幹部犬。
拔人（バット）
聲 - (日)岩崎征實(台)官志宏
通稱「心眼的拔人」。法玄軍的前幹部犬。
凱特(カイト)
声 - 小野大輔
通稱「越中的風神的凱特」。法玄軍的前幹部犬。
四國犬良(りょう)
聲 - (日)中村惠子/(台)陶敏嫻
四國犬流(りゅう)
聲 - (日)下崎紘史/(台)官志宏
半次(はんじ)、平太(へいた) / 四國犬兄弟
最終決戰時倖存的兩隻。

#### 舊奧羽軍
銀（ギン） / 秋田犬
聲 - (日)東地宏樹/(台)官志宏
前作(銀牙)的主角，也是韋德的父親。是年紀約14至15歲的老犬。
約翰（ジョン） / 德國牧羊犬
聲 - (日)大川透/(台)陳幼文
銀的隨行者。
赤目（アカメ） / 紀州犬
聲 - (日)松山鷹志/(台)梁興昌
銀的隨行者。是由前伊賀忍犬總帥接受身體與精神訓練的忍犬。
班恩（ベン） / 大丹犬
聲 - (日)寶龜克壽/(台)梁興昌
前奧羽軍團第一班的小隊長。
克蘿絲(クロス) / 薩路基獵犬
聲 - (日)水谷ケイコ/(台)錢欣郁
黒虎（クロトラ） / 甲斐犬
聲 - (日)宮澤正/(台)官志宏
史密斯（スミス） / 法國獚的混種
聲 - (日)中尾隆聖/(台)梁興昌
櫻（サクラ） / 紀州犬的混種
聲 - (日)佐久間レイ/(台)錢欣郁
時宗（トキムネ） / 秋田犬/(台)官志宏
聲 - (日)郷田ほづみ/(台)官志宏
銀的影武者。

### 怪物篇
怪物 (P4)
聲 -(日)KONG桑田(台)陳幼文
奥羽軍最初的強敵。
荷伊拉(ホイラー)/加斯科－聖通日犬
聲 -(日)赤城進/(台)官志宏
傑洛姆的部下是當初由15名組成的殺手軍團之副手。
羅拔特(ロバート)/美國獵狐犬
聲 -(日)下崎紘史/(台)梁興昌
傑洛姆的其中一名部下。
洛卡(ロッカ)/杜賓犬
傑洛姆的部下，是個性沉默寡言的杜賓犬。
諾斯(ノース)/北海道犬的混種
聲 -(日)植木誠/(台)官志宏
傑洛姆的部下。

### 法玄篇

#### 法玄軍
法玄（ホウゲン） / 大丹犬
聲- (日)石井康嗣/(台)李景唐
本作中最邪惡的敵人。
玄婆（ゲンバ） / 大丹犬
聲- (日)岩崎征實/(台)陳幼文
法玄的弟弟。
雷達（レクター）、閃電（サンダー） / 杜賓犬（未斷耳）
聲- (日)小川輝晃（雷達）、赤城進（閃電）
(台)李景唐（雷達）、官志宏（閃電）
史奈帕的頭號弟子。黑社會通稱他們是「殺人毒牙」。換句話說，他們是殺手兄弟。
尼洛(ネロ)
聲- (日)内藤玲/(台)官志宏
山賊犬。GB與佐助曾是他的部下。
米薩魯(ミサイル)、傑特(ジェット) / 蘇俄牧羊犬
聲- (日)武藤正史（米薩魯）、下崎紘史（傑特）
(台)梁興昌（米薩魯）、官志宏（傑特）

#### 豬
慘豬（サンチョ）
聲:(日)未知/(台)梁興昌
通稱「食犬慘豬」。他們獵食犬族維生。喜歡的部位是腦漿。有一次奧羽軍正在療養地，遭到他們襲擊。後來次郎死於慘豬之手，之後慘豬也被韋德的絕天狼拔刀牙擊倒。
抹豬（マッチョ）、武豬（ブッチョ）
聲:(日)未知/(台)官志宏、李景唐
慘豬的弟弟。在慘豬被擊倒後因害怕而逃走。

### 其他
蕾妮(レニー) / 黃金獵犬
梅爾的母親。
布魯(ブルー)
聲 - (日)咲野俊介/(台)陳幼文
奈特(ネッド)、貝爾(ベル)
聲 - (日)下崎紘史、赤城進
(台)官志宏、李景唐
小輝父親
聲 - (日)武藤正史/(台)陳幼文
長老
聲 - (日)田中完/(台)梁興昌
甲賀忍犬的長老。
辛葛(シンゴ)、凱利(ケリー)
聲 - (日)武藤正史(辛葛)、下崎紘史(凱利)
(台)官志宏(辛葛)、陳幼文(凱利)

## 電視動畫
全26話（涵蓋原作的怪物篇及法玄篇）。日語旁白為松山鷹志配音（同時擔任赤目的角色），國語版旁白則為官志宏配音（同時擔任銀的角色）。
每回下集預告說完下集副標題後，並以“全新的銀牙傳說回來了（新しい銀牙伝説が帰ってきた）”作為本集結尾。

### 工作人員
- 原作 - 高橋義廣（日本文藝社『週刊漫畫ゴラク』連載）
- 導演 - 加藤敏幸
- 劇本統籌 - 山田隆司
- 角色設定 - 河南正昭
- 美術指導 - 中村美恵子
- 攝影指導 - 川口正幸
- 色彩設計 - もちだたけし
- 編集 - 松村正宏
- 音響監督 - 高桑一
- 音樂 - Y2DOGS
- 製作人 - 稗田晋、三宅將典
- 動畫製作 - STUDIO DEEN
- 製作 - NAS、SkyPerfect!WT

### 主題曲
片頭曲「銀牙伝説WEED」(第1話~第25話，第26話當片尾使用)
作詞 - 增子直純 / 作曲 - 上原子友康 / 編曲・歌 - 怒髪天 / 合聲 - 怒髪少年少女合唱團
片尾曲「つきあかり」(第1話~第25話)
作詞 - 増子直純 / 作曲 - 上原子友康 / 編曲・歌 - 怒髪天

### 各話標題
| 集數 | 日文標題 | 中文標題         | 腳本     | 編劇           | 演出         | 作画監督                | 過場動畫顯示角色 |
| ---- | -------- | ---------------- | -------- | -------------- | ------------ | ----------------------- | ---------------- |
| 1    |          | 他的名字叫做韋德 | 山田隆司 | 加藤敏幸       | 加藤敏幸     | 西岡忍                  | 韋德             |
| 2    |          | 首領的氣度       | 山田隆司 | 中山岳洋       | 中山岳洋     | 中山岳洋                | GB               |
| 3    |          | 二子嶺的真相     | 山下憲一 | こでらかつゆき | 桐樹俚昧     | 武内啓 宇都木勇         | 劍、影虎         |
| 4    |          | 遺傳的志氣       | 中瀬理香 | 藤原良二       | 藤原良二     | 南伸一郎                | 史密斯           |
| 5    |          | 下定決心         | 山田隆司 | 古橋一浩       | 吉田俊司     | 坂崎忠 なかじまちゅうじ | 傑洛姆           |
| 6    |          | 迫近的野心       | 山田隆司 | 名村英敏       | 下司泰弘     | 山田勝                  | 銀               |
| 7    |          | 新起的鼓動       | 平野靖士 | 近藤信宏       | 広嶋秀樹     | 武内啓                  | 火箭             |
| 8    |          | 羈絆的彼端       | 山下憲一 | 中山岳洋       | 中山岳洋     | 中山岳洋                | 希洛             |
| 9    |          | 堅強的誓言       | 中瀬理香 | 藤原良二       | 則座誠       | 南伸一郎                | 約翰             |
| 10   |          | 兩個正義         | 山田隆司 | 名村英敏       | 吉田俊司     | 山田勝                  | 狂四郎           |
| 11   |          | 韋德的覺醒       | 平野靖士 | 加藤敏幸       | 神原敏明     | 宇都木勇                | 雷達、閃電       |
| 12   |          | 男人的約定       | 中瀬理香 | 下司泰弘       | 下司泰弘     | 高橋英吉                | 梅爾             |
| 13   |          | 永遠的自尊       | 山田隆司 | 神保昌登       | 中山岳洋     | 中山岳洋                | 玄婆             |
| 14   |          | 蠢動的兇刀       | 山下憲一 | うえだしげる   | うえだしげる | 南伸一郎                | 螳螂             |
| 15   |          | 絕天狼拔刀牙     | 平野靖士 | 藤原良二       | 雄谷将仁     | 宇都木勇 武内啓         | 哲心             |
| 16   |          | 離別             | 山田隆司 | 中山ひばり     | 吉田俊司     | 遠藤栄一                | 傑洛姆、韋德     |
| 17   |          | 雪地裡的奮戰     | 平野靖士 | 小滝礼         | 下司泰弘     | 高橋英吉                | 赤目             |
| 18   |          | 對朋友的呼喚     | 中瀬理香 | 中山岳洋       | 中山岳洋     | 中山岳洋                | 法玄             |
| 19   |          | 愚蠢者的固執     | 山下憲一 | 中山ひばり     | 横田和善     | 智東哉                  | GB               |
| 20   |          | 奧羽敢死隊       | 山田隆司 | 藤原良二       | 則座誠       | 南伸一郎                | 韋德、法玄       |
| 21   |          | 潛入牙城         | 平野靖士 | 中山ひばり     | 吉田俊司     | 遠藤栄一 山田勝         | 鬥兵衛           |
| 22   |          | 父與子           | 山下憲一 | 下司泰弘       | 下司泰弘     | 高橋英吉                | 螳螂、希洛       |
| 23   |          | 二子嶺開戰       | 山田隆司 | うえだしげる   | うえだしげる | 宇都木勇                | 布爾肯、狂四郎   |
| 24   |          | 大雪中的決戰     | 平野靖士 | 小滝礼         | 中山岳洋     | 中山岳洋                | 凱特、拔人       |
| 25   |          | 激流             | 山田隆司 | 藤原良二       | 則座誠       | 南伸一郎                | 傑洛姆、銀       |
| 26   |          | 真・銀牙傳說     | 山田隆司 | 加藤敏幸       | 加藤敏幸     | 西岡忍                  | 不適用           |

### 播映時間

#### 日本
| 播放地區 | 播放電視台     | 播放日期                      | 播放時間（UTC+9）  | 放送系列   | 備考   |
| -------- | -------------- | ----------------------------- | ------------------ | ---------- | ------ |
| 日本全域 | Animax         | 2005年11月3日 - 2006年5月11日 | 周四 22:30 - 23:00 | CS放送     | 有重播 |
| 靜岡縣   | 靜岡電視台     | 2005年11月4日 - 2006年5月26日 | 周五 26:40 - 27:10 | 富士電視網 |        |
| 東京都   | 東京都會電視台 | 2006年1月18日 - 7月5日        | 周三 18:30 - 19:00 | 獨立UHF局  |        |
| 秋田縣   | 秋田朝日放送   | 2006年1月19日 - 7月6日        | 周四 16:00 - 16:30 | 朝日電視網 |        |

秋田縣為原作者高橋義廣的故鄉。

#### 台灣
中視主頻自2007年4月14日至4月28日，台灣時間每週六17:00～17:30首播，但五月起適逢超級星光大道進入決賽，加開重播時段，本節目因此腰斬。2009年10月24日至2010年4月17日，每週六16:30～17:00完整播出。兩次播出均採用雙語（主聲道為國語，副聲道為日語）播出。
| 中視主頻 星期六 17:00～17:30 節目 | 中視主頻 星期六 17:00～17:30 節目               | 中視主頻 星期六 17:00～17:30 節目 |
| --------------------------------- | ----------------------------------------------- | --------------------------------- |
|                                   | 銀牙傳說 （2007年4月14日至4月28日）             |                                   |
| —                                 | 超級星光大道                                    |                                   |
| 中視主頻 星期六16:30～17:00 節目  |                                                 |                                   |
| —                                 | 銀牙傳說 重播 （2009年10月24日至2010年4月17日） | —                                 |

在中視播畢之後,台灣的電視台再也沒有任何的播映。可能本作品成為少數台灣被封印的動畫作品之一。

## 註解
1. ↑  .   [2019-12-26]. （原始内容存档于2020-05-29）.
2. ↑  .   [2019-12-26]. （原始内容存档于2019-12-26）.
3. ↑  漫畫第4冊被翻譯成赤木
4. ↑  漫畫第2、3冊被翻譯成貝恩
5. ↑  可能是由王瑞芹或馮美麗配音
6. ↑  漫畫第4冊被翻譯成羅勃特
7. ↑  漫畫第5冊被翻譯成駱卡
8. ↑  次郎
聲:(日)下崎紘史/(台)李景唐
9. ↑  最後兩集為7月5日（星期三）19:00 - 20:00（兩集連播）
10. ↑  停播原因仍然未知，有一說是收視不振，但也有人推測，可能是節目本身太血腥所致。
11. ↑  連群英社官網也查無此作品。

## 外部連結
- 銀牙傳說中文網站